# Kwànyip
Kwànyip, també anomenat Kuanip, és un dels principals howenh o avantpassats de la mitologia selknam. Se'l considera el déu instaurador de la mort tal com la coneixem.

## Mitologia

### Família
Kwànyip és el fill incestuós de Ha'is i la seva filla Akelkwóin. Tenia un germà gran, Aukmenk, pare dels germans Sassan. Se sap que es va casar amb les germanes Okricen i Okelta.

### Distribució del dia i de la nit
A l'inici de l'era dels howenh, el dia durava molt més que la nit, a causa del poder de l'antic howenh del Sol, pare de Kren. A causa d'això, només es feia fosc per un temps molt breu, i la gent no podia tenir intimitat. Kwànyip va decidir llavors distribuir el dia i la nit de manera equitativa, fent que la foscor durés cada cop més.

### Lluita contra Chashkel
Una gesta per la qual Kwànyip és recordat és el seu combat contra el gegant antropòfag Chashkel. Segons explica el mite, Chashkel va segrestar els germans Sassan, nebots de Kwànyip, i els va mantenir com a esclaus a la seva cabanya, on els obligava a esbudellar i netejar les entranyes dels cadàvers humans que portava. Kwànyip, en assabentar-se'n, es va dirigir a la cabanya de Chashkel per rescatar els seus nebots. Aprofitant un descuit de Chashkel, els germans Sassan van fugir de la cabanya del gegant cap a un amagatall assenyalat per Kwànyip. Chashkel, en adonar-se de la desaparició dels germans, va anar darrere seu. Kwànyip li va parar un parany, atrapant-lo en un fangar i posteriorment congelant-lo. Chashkel va quedar fatigat intentant escapar-se del parany i després Kwànyip va aprofitar l'oportunitat per fracturar la seva columna. Els germans Sassan van sortir del seu amagatall i, cadascun amb una fona, van llançar una pedra als ulls del gegant, dels quals, una vegada destruïts, van néixer dues mosques, una anomenada Zi-i-i i una altra anomenada Doi-Doi.

### Instauració de la veritable mort

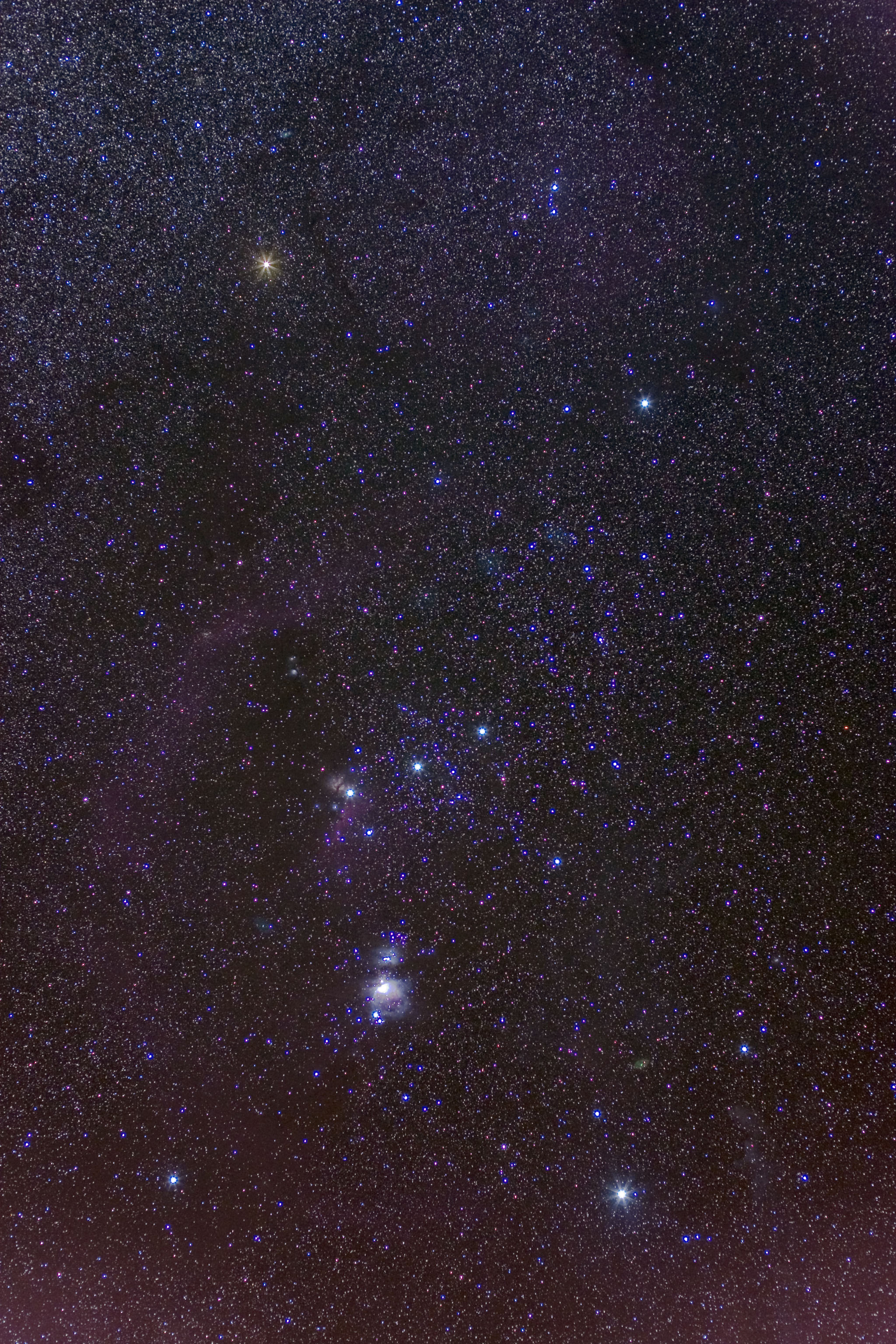
Constel·lació d'Orió. A la cantonada superior esquerra, l'estrella Betelgeuse

Durant l'era dels howenh no existia la mort pròpiament tal; de fet, els avantpassats mitològics eren immortals. No obstant això, Aukmenk, germà gran de Kwànyip, cansat de viure, li va demanar a aquest que utilitzés el seu poder per poder no poder despertar mai més. Des d'aquell instant, ja ningú no va poder despertar novament després de morir. Una altra versió del mite relata que Aukmenk va entrar en un estat de mort temporal, tal com passava amb els howenh. Després d'uns dies, Aukmenk va començar a moure's, però Kwànyip va fer tot el possible perquè el seu germà no revisqués.
Aquesta intervenció de Kwànyip a l'ordre establert per Kenos marca la fi de l'era mitològica i l'inici de l'era dels mortals.

### Una estrella al firmament
Després de la instauració de la mort veritable, Kwànyip i la seva família es van transformar en estrelles i van ascendir al cel, formant la constel·lació d'Orió, sent ell mateix l'estrella més brillant, Betelgeuse.
Una altra versió del mite assenyala que Kwànyip i la seva família haurien donat origen a l'estrella polar i la constel·lació de la Creu del Sud, respectivament.
Tanmateix Lucas Bridges, al seu llibre L'últim confí del món també descriu el mite i determina que Kwànyip és l'estrella Antares a la constel·lació d'Escorpí. Fabio Seleme en un breu assaig titulat La llum, Kuanip i el temps ha tematitzat aquesta i altres qüestions al voltant de l'heroi cultural Selknam, determinant com a més adequada la versió de Bridges.